# Benamor
Benamor es una opereta en 3 actos, con libreto de Antonio Paso Cano y Ricardo González del Toro; y con música del maestro aragonés Pablo Luna. La obra fue estrenada el 12 de mayo de 1923 en el Teatro de la Zarzuela de Madrid.

## Contexto
La opereta Benamor  está basada en un cuento oriental sucedido en la corte de Ispahán. Esta obra forma parte de la llamada "trilogía de oriente" del maestro Luna, en conjunto con El asombro de Damasco o El Niño judío. A diferencia de muchas de sus obras, la trilogía oriental del compositor aragonés tuvo el éxito que el maestro buscaba insaciablemente. Algunas obras como Muñecos de trapo, La mecanografía, Pancho Virondo, ¡Llévame al metro, mamá! El suspiro del moro, Una aventura en París (1920), Los papiros (1921), etc... se mantenían con dificultades en cartel. Tras la lucha por el éxito teatral, el compositor aragonés obtuvo sus deseado triunfo con la opereta Benamor; una obra basada en un cuento oriental con raíces modernistas. Con esta historia, Luna intentó volver a retomar las glorias de El niño judío.
Tal como se narra en las crónicas de la época, Benamor fue el mayor éxito de Pablo Luna; en esta se comenta que la obra era representada en las dos sesiones teatrales diarias y las grandes ovaciones de los asistentes motivaron a las continuas repeticiones de los números musicales hasta alcanzar la madrugada. La obra se basa en un cuento oriental Kisme originalmente compuesto por Paso y Ricardo González, la cual contó en su estreno con artistas míticos de la escena como las mexicanas Esperanza Iris o Mimí Derba. Tiempo después el barítono Emilio Sagi Barba inmortalizó la canción española, “País del Sol”, introduciendo este número musical en uno de los grandes números de la lírica española. Benamor junto con El asombro de Damasco se hicieron merecedoras de ser interpretadas en teatros europeos y americanos.
La opereta cómica cuenta con grandes y bellos recursos compositivos líricos, así pues los números musicales destacan por momentos de gran expresividad, como podemos escuchar en Ya que tanto me estimáis...  y otros muchos donde la comicidad y la pasión de los personajes se deja relucir en escena; la canción de Juan de León es uno de los momentos heroicos a destacar, en donde el príncipe español interpreta un número en donde describe su patria con fulgor y pasión. La orquestación con la que cuenta esta obra es uno de los mayores puntos a destacar, a menudo buscando el equilibrio entre el foso y el escenario, pero siempre de forma casi discreta, en los que la orquesta acompaña con delicadeza en los números más expresivos. Por otro lado, en los números corales y de mayor volumen, se presenta una orquesta majestuosa casi jugando un papel protagonista. Como viene siendo costumbre, el maestro Luna compone una obra con un gran tratamiento coral en los que los números de conjunto resaltan los diferentes timbres orquesta-coro que hacen de ella una pieza absolutamente bella. Al igual que el tratamiento coral, en la obra se incluyen elementos danzarios, como por ejemplo en la mitra refulgente o más conocida como "danza del fuego".
Por ello, Benamor es una de esas obras cuyo éxito se debió a una hermosa partitura y no tanto al libreto. A pesar de que  últimamente no se representa, ha dejado una serie de momentos que han quedado en el recuerdo colectivo y que han seguido inmortalizando todas las grandes voces de la zarzuela española como “junto al mirador”, la canción española, “País del sol”, o la romanza que canta el personaje Juan de León, “por una mujer”, o por las bandas de toda la hispanidad. No cabe duda de que es una de las grandes aportaciones de la opereta española.

### Recepción y crítica
La obra fue recibida con entusiasmo y éxito entre la sociedad española de principios del siglo XX, pues las críticas alababan el nuevo estreno de la opereta del maestro Luna y al espectáculo ofrecido por la compañía Iris. Sin embargo, los críticos de la época defendían ideas diferentes en cuanto a la valoración musical, algunos postulaban que la composición era pretenciosa y con sonoridades grandilocuentes; mientras que otros defendían la idea de que era un ejercicio refrendador del estilo de Luna, Por tanto, parte de la crítica consideraba digno la exitosa recepción mientras que otros críticos condenaban severamente la obra cuestionando los valores dramáticos. Estas críticas se retraen al argumento, calificado con falta de rigor histórica al situar la historia en la Persia del siglo XVI en donde unos usos religiosos que dejaron de ser mayoritarios siglos atrás (el zoroastrismo) e ignorar el carácter predominantemente islámico que el país tenía en ese momento. Así pues, la crítica más severa condenaba tanto a la historia como al libreto, mientras que la otra cara de la moneda se dedicaba a celebrar el éxito del maestro aragonés. Por otro lado, muchos críticos postularon su escrito en la interpretación y representación del mismo estreno, dejando de lado los comentarios puramente musicales o literarios. Así pues, las tiples Luisa Vela y Julia Castrillo fueron unas destacadas hacedoras de Darío, muestra de la percepción de éxito por parte de la empresa de Esperanza Iris es el encargo de una nueva obra al mismo equipo creativo. 
El recorrido de Benamor por los escenarios del panorama lírico español no resulta fácil de trazar aunque podemos destacar dos líneas diferentes de representación. De forma inmediata al estreno, se irá dando a conocer por la subsiguiente unanimidad en el buen gusto y el lujo de la puesta en escena y en el talento derrochado por Esperanza Iris, Mimí Derba, José Galeno, Enrique Ramos y Los Cromwell. El público sí que fue unánime en su respuesta positiva a la música, y prueba de ello es la repetición de muchos números la noche del estreno. Demostración de la importancia popular otorgada a la obra y a su montaje es el fichaje de nuevas estrellas que permitieron a la compañía aguantar el ritmo intenso de representaciones y sustituir a algunos artistas mexicanos. Los barítonos Emilio Sagi Barba y Josep Parera se convirtieron así en otros renombrados encarnadores de Juan de León. Al mismo tiempo que se produce la gira de la compañía de Iris, varias compañías líricas incorporarán la obra a su repertorio. Por tanto, la línea de vida de la obra se fue dividiendo cada vez más, hasta que la opereta de Luna pasó a ser una constante del repertorio lírico. Así pues, la opereta cómica empieza a cobrar importancia tras una serie de grabaciones en disco durante la década de los años 20 realizadas tanto por compañías españolas como americanas,
Como suele ocurrir en muchas obras líricas, los números musicales más famosos formaran una línea de vida independiente a la obra, formando parte del repertorio lírico de los diferentes cantantes para interpretarse en ámbitos íntimos como salas de concierto, acompañados de bandas musicales; así como los arreglos puramente instrumentales para se interpretados en bandas de viento, etc. Las grabaciones fonográficas o los arreglos para pianola nos dan la pista de sus momentos más celebrados. Encabezará el ranking la Canción española con alrededor de una decena de versiones, algunas inmortalizadas por grandes divos del momento como Marcos Redondo o Emili Vendrell. Sin embargo la presencia de Benamor sobre los escenarios perderá continuidad, aunque es constatable su inclusión en el repertorio de compañías líricas a finales de dicha década y durante los años cuarenta.

## Argumento
La acción se sitúa en el siglo XVI, en la ciudad de Ispahán, antigua capital de Persia.

### Acto I
Patio interior en el palacio real del sultán. El eunuco, Alifafe y los genízaros están a las puertas del harén alabando la belleza de las odaliscas mientras éstas se quejan de que el sultán no les hace caso. Aparece el gran Visir que viene de pasar la noche con una muchacha (siempre que hace esto se queda sordo). Alifafe pretende pedirle un aumento de sueldo por los servicios prestados pero el Visir no le oye. Llega también la Sultana que está preocupada por que el Sultán Darío, su hijo ha decidido casar a su hermana próximamente y quiere confesarle al Visir un gran secreto. Le cuenta que según las leyes persas si el hijo primogénito es niña hay que matarlo y si el segundo es niño hay que matarlo también, pero ella cuando dio a luz por primera vez tuvo una niña; para poder salvarla la escondió de todo el mundo y la educó haciendo creer que era niño, incluso la propia niña que es ahora Darío, su hijo, el Sultán. Su segundo hijo fue un niño e hizo la misma cosa y es ahora la princesa Benamor, a la que su hermano quiere esposar. El Visir no la puede oír pero ella cree que sí y se va satisfecha de habérselo contado y pensado que podrá contar con su ayuda.
Aparece Darío, el Sultán que va a recibir a los pretendientes de su hermana que son tres: Jacinto que es un joven enclenque, Rajah-Tabla, un feroz guerrero, y finalmente Juan De León, caballero español que se hace pasar por otra persona pero que no logra engañar al Sultán. Por alguna razón al Sultán le agrada mucho el caballero Juan De León. Cuando los pretendientes, la corte y el Sultán se han ido aparece Benamor con ademanes muy bruscos y a la que han detenido los miembros de la guardia queriendo escapar, Pantea, su madre, la reprende y la amenaza con encerrarla en el castillo de Mudarra. Llega Darío y le comunica a su hermana que ha decidido casarla y ésta no parece oponerse demasiado pensando que así será más libre, pero cuando le comunican que ha de elegir entre uno de los tres pretendientes decide fugarse y así lo hace. Termina el acto ordenando el Sultán que busquen a su hermana.

### Acto II
En el mercado de Ispahán se encuentran el Visir, los genízaros y Alifafe buscando a la desaparecida princesa. Un mercader, Babilón, le propone al Visir que le compre una bella muchacha llamada Nitetis, pero éste no accede porque está abrumado por los problemas que se le plantean y quiere estar en posesión de todas las facultades. Aparece Pantea, la Sultana que también está buscando a su hija-hijo y al darse cuenta de que el Visir no la entendió cuando le expuso el problema. Se adentran con él en la tienda y deciden escuchar la conversación de su madre con el Visir, por la cual se enteran de que tienen los sexos cambiados. Benamor más impaciente quiere actuar inmediatamente pero Darío cree que el Visir encontrará la solución. Mientras tanto el Visir trata de consultar a Zaratrusta para que le ilumine. Llegan también al mercado los dos pretendientes que se encuentran con los príncipes y requiebran a la princesa Benamor, pero ésta los rechaza. Aparece también el caballero español que quiere comprar a la muchacha Nitetis pero no tiene dinero. Cuando descubre a Darío se lo pide y Darío lleno de celos decide comprarla él para su harén. Los otros dos pretendientes rechazados han llegado a la conclusión de que Benamor debe estar enamorada del caballero español y como necesitaban ambos casarse con ella porque es rica y les podrá sacar de los apuros económicos que ambos están pasando trazan un plan para desafiarle y quitársele de en medio.

### Acto III
En el palacio del Sultán, Babilón ha venido a ver si cobra el importe de la nueva odalisca que ha entregado al harén, Benamor, ahora que sabe que es hombre, está disfrutando del harén sin que las odaliscas se den cuenta. El Visir está preocupado porque Zaratrusta no le inspira ninguna solución y no sabe cómo abordar el problema. Habla con Juan de Diego y decide contarla lo que sucede incluyendo en el relato que Darío está perdidamente enamorado de él. Benamor también se sincera con Nitetis y le confiesa su amor prometiéndole que será su favorita cuando quiera, que él puede ser sultán. Finalmente el caballero español propone para que el pueblo no se entere del cambio que ambos príncipes viajen a Europa de estudio durante tres años, entretanto será Sultana la madre y cuando regresen ya nadie les reconocerá. Benamor ataca a los otros dos pretendientes que se disponen a marchar y desistir empeño y a los que finalmente se decide dar una indemnización.

## Números Musicales
| Número           | Nombre                                       | Personaje                                                                                         | Comentario              |
| ---------------- | -------------------------------------------- | ------------------------------------------------------------------------------------------------- | ----------------------- |
| ACTO I           |                                              |                                                                                                   |                         |
| Preludio y Tenor | Va mi vida triste acabando                   |                                                                                                   |                         |
| Nº1              | Del palacio del sultán                       | Alifafe y genízaros                                                                               |                         |
|                  | La luz de la mañana besó mi celosía          | Ibis, odaliscas y genízaros                                                                       |                         |
| Nº2              | Las perlas de tu harén                       | Darío, Cachemira, Abedul y odaliscas                                                              |                         |
| Nº3              | Oh! Qué lindos pajes                         | Darío, Abedul, Cachemira, Rajah-Tabla, Jacinto, odaliscas, etc.                                   |                         |
| Nº4              | Princesas misteriosas                        | Juan de León, Benamor, Darío                                                                      |                         |
| Nº5              | Las regias danzarinas de la corte de Ispahán | Benamor, Darío, Jacinto, Rajah-Tabla, Cachemira, Juan de León, guerreros, pajes y coro en general |                         |
|                  | Junto al mirador de tu camerín               | Idem.                                                                                             |                         |
| N.º 5 (bis)      | Oye este canto bravío                        | Juan de León                                                                                      |                         |
|                  | País del Sol                                 | Juan de León                                                                                      | Canción de Juan de León |
| ACTO II          |                                              |                                                                                                   |                         |
| Nº6              | Cuando cae la tarde                          | Vendedoras y coro general                                                                         |                         |
| N.º 6 (bis)      | Abedul, Abedul                               | Abedul, Alifafe y genízaros                                                                       | Cuplé                   |
| N.º 7            | Mirad, mirad. Qué hermosa criatura!          | Nitetis, Abedul y Babilón                                                                         |                         |
| N.º 8            | Quién lo pensará                             | Benamor y Darío                                                                                   |                         |
| N.º 9            | Por vuestro aspecto pendenciero              | Benamor, Jacinto, Rajah-Tabla                                                                     |                         |
| Nº10             | Señor perdonad pero es mi deber              | Benamor, Juan de León, Rajah-Tabla, Jacinto                                                       |                         |
|                  | Por una mujer                                |                                                                                                   |                         |
| Nº11             | La mitra refulgente                          | Danzarinas                                                                                        | Danza del Fuego         |
| ACTO III         |                                              |                                                                                                   |                         |
| Nº12             | Señoras qué cosas las de este jardín         | Benamor, Nitetis, Cachemira y odaliscas                                                           |                         |
| Nº12 (bis)       | Al contemplaros tan hermosas                 | Benamor y odaliscas                                                                               |                         |
| Nº13             | ¡Vos Príncipe, señora!                       | Benamor y Nitetis                                                                                 |                         |
| Nº14             | Ya que tanto me estimáis                     | Darío y Juan de León                                                                              |                         |
| Final            | Por una mujer                                | Todos                                                                                             | Coro Final              |

## Intérpretes (estreno)
| Personaje            | Intérprete         |
| -------------------- | ------------------ |
| Benamor              | Esperanza Iris     |
| Darío                | Mimí Derba         |
| Nitetis              | Pilar Escuer       |
| Cachemira            | Carmen Espinosa    |
| Pantea               | Ramona Galindo     |
| Odalisca 1º          | Pilar Hernández    |
| Odalisca 2º          | Julia Berri        |
| Odalisca 3º          | Lola Posac         |
| Odalisca 4º          | Juana Sánchez      |
| Odalisca 5º          | Lola Fuentes       |
| Odalisca 6º          | Carmen Escobar     |
| Abedul               | José Galeno        |
| Juan de León         | Enrique Ramos      |
| Rajah-Tabla          | Baltasar Banquells |
| Jacinto de Florelila | Valeriano R. Paris |
| Alifafe              | Luis Guzmán        |
| Babilón              | José M. Cantejón   |
| Osmín                | José Pineda        |
| Elohim               | José Pineda        |

En la obra participan guardias reales, pajes, guerreros, mercaderes, traficantes, vendedoras de rosas, sacerdotes y sacerdotisas, adoradores de fuego, danzarinas, etc.

## Orquestación
| - Flautín - Flauta - Oboe - 2 Clarinetes - Fagot | - 2 Trompas - 2 Trompetas - 3 Trombones - Timbales - Caja | - Triángulo - Lira - Arpa - Cuerdas |